# Prambatan
Prambatan is een bestuurslaag in het regentschap Bojonegoro van de provincie Oost-Java, Indonesië. Prambatan telt 2034 inwoners (volkstelling 2010).